# Bernd Lange
Bernd Lange (Oldenburg, 14 novembre 1955) è un politico tedesco, esponente della SPD (Partito Socialdemocratico Tedesco).
Dal 1994 al 2004 è stato parlamentare europeo nella frazione SPD/SPE. Dal giugno 2009 è stato rinnovato il suo incarico al Parlamento europeo nel Gruppo dell'Alleanza Progressista dei Socialisti e dei Democratici.

## Biografia
Lange è cresciuto ed ha frequentato la scuola nella città di Varel (Bassa Sassonia). Nel 1974 ha conseguito la maturità al liceo Graf-Anton-Güther di Oldenburg. Ha studiato presso l'Università di Gottinga Teologia protestante e scienze politiche concludendo gli studi nel 1981. Nel 1979 come studente è subentrato nel sindacato. Dal 1978 al 1980 è il presidente del parlamento studentesco dell'Università di Gottinga. 1980/1981 presidente dell'ASTA (comitato generale dei studenti) nell'Università di Gottinga. Dal 1983 al 1994 ha lavorato come insegnante nel ginnasio di Burgdorf. Dal 2005 al 2009 è stato capo del reparto “Economia e Europa” presso il distretto DGB (Deutscher Gewerkschaftsbund - Federazione sindacale tedesca) della Bassa Sassonia – Brema – Sassonia Anhalt. Nel quale era responsabile per la politica economica e strutturale nella Bassa Sassonia e per l'applicazione del fondo sociale europeo. Ha costruito la rete regionale del sindacato (Union-Regio-Net) insieme ai sindacati dalle regioni partner della Bassa Sassonia: OPZZ Grande Polonia, Solidarność Grande Polonia, CFDT Alta Normandia e UGT Andalusia.
Bernd Lange è sposato, ha una figlia ed un figlio adottato. Con la famiglia vive a Burgdorf (regione di Hannover).

## Partito
Nel 1974 è entrato da studente nella SPD; dal 1983 al 1984 membro del comitato dei giovani socialisti (SPD Jusos) di Hannover; dal 1986 nella segreteria provinciale SPD di Hannover (ora la regione di Hannover); dal 1992 segretario della sezione SPD di Burgdorf. È cofondatore del Forum scientifico nel SPD di Hannover e per molti anni è stato nel direttivo del gruppo “la chiesa e la SPD” nell'ambito della SPD di Hannover.

## Carriera politica
Durante il suo primo mandato nel Parlamento Europeo ha concentrato il suo lavoro, in particolare, nei seguenti ambiti: il futuro delle industrie di automobili, automobili e ambiente, industria, ambiente e politica della ricerca, nonché Bassa Sassonia e Unione Europea. Nel Parlamento Europeo è stato membro della commissione per l'ambiente, la sanità pubblica e la politica dei consumatori e membro supplente della commissione per l'industria, il commercio estero, la ricerca e l'energia. Ha partecipato a più di 30 sessioni del Comitato di conciliazione tra Parlamento e Consiglio Europeo. In numerose di queste era presente come negoziatore del Parlamento. Dopo le elezioni del Parlamento Europeo del 2009 è diventato membro della Commissione per il commercio internazionale (INTA), di cui è presidente dal 2014, oltre che membro supplente della Commissione per l'industria, la ricerca e l'energia (ITRE). È membro della delegazione per le relazioni tra Unione Europea e Sudafrica.
Il 24 febbraio del 1999 Bernd Lange è stato premiato con l'AA-Award 1998 dall'Associazione britannica degli automobilisti per la sua attiva partecipazione nella legislatura europea sul problema dei gas di scarico. Nel 2001 gli è stato assegnato il Bundesverdienstkreuz am Bande (Ordine al Merito di Germania).
Dal 2000 è stato presidente insieme a Malcolm Harbour del Forum for the Automobile and Society . Dal 2010 è presidente del forum in parola insieme a Martin Callanan.
Il 15 giugno del 2010 Lange è stato nominato corrispondente per la politica industriale europea.

## Associazionismo
È  membro del gruppo Europa-Union Deutschland; iscritto alla IG Metall, alla AWO, ACE, DLRG, VVV Burgdorf, Forum per politica e cultura, Hanomag IG, FOR NATURE e.V. (4N).